# Herman Tarnower
Herman Tarnower (Brooklyn, 18 mars 1910 - Purchase 10 mars 1980) est un cardiologue et nutritionniste américain.

## Biographie
Le livre qu'il publie en 1978 avec Samm Sinclair Baker (The Complete Scarsdale Medical Diet (en)) se vendit à des millions d'exemplaires et fit de lui le premier créateur de régime alimentaire à devenir richissime aux États-Unis.
Il meurt assassiné par sa compagne Jean Harris (en).